# Tephrochares pyrami
Tephrochares pyrami là một loài bướm đêm trong họ Noctuidae.